# Kamburovo, Tărgoviște
Kamburovo (în bulgară Камбурово) este un sat în comuna Omurtag, regiunea Tărgoviște,  Bulgaria. 

## Demografie
Componența etnică a satului Kamburovo
     Turci (65,21%)
     Bulgari (9,31%)
     Romi (16,23%)
     Nicio identificare (9,23%)
La recensământul din 2011, populația satului Kamburovo era de 1.170 locuitori. Din punct de vedere etnic, majoritatea locuitorilor (65,21%) erau turci, existând și minorități de romi (16,23%) și bulgari (9,31%). Pentru 9,23% din locuitori nu este cunoscută apartenența etnică.